# Csókakő megállóhely
Csókakő megállóhely egy Fejér vármegyei vasúti megállóhely, melyet a MÁV üzemeltet Bodajk város keleti külterületén. A névadó településtől körülbelül 4 kilométerre, Bodajk központjától néhány száz méterre fekszik, a 8209-es út vasúti keresztezése mellett.

## Vasútvonalak
A megállóhelyet az alábbi vasútvonalak érintik:
- Székesfehérvár–Komárom-vasútvonal

## Kapcsolódó állomások
A megállóhelyhez az alábbi állomások vannak a legközelebb:
- Mór vasútállomás (Székesfehérvár–Komárom-vasútvonal)
- Bodajk vasútállomás (Székesfehérvár–Komárom-vasútvonal)

## Forgalom
| Járat | Útvonal | Gyakoriság |
| ----- | --- | ---------- |
| S150  | Székesfehérvár – Szárazrét – Bodajk – Csókakő – Mór – Bakonysárkány – Kisbér – Nagyigmánd-Bábolna – Szőny-Déli – Komárom | 2 óránként |